# Bid et ask
Pour les articles homonymes, voir spread et ask.

Tableau de profondeur d'un carnet d'ordre sur un échange de devises. L'axe X est le prix unitaire, l'axe Y est le volume cumulé. La demande (acheteurs) à gauche en vert, l'offre (vendeurs) à droite en rouge, et l'écart (Spread) au milieu.

Le bid et ask ou le bid-offer (ou le buy/sell), en français, l'offre et la demande (vente et achat), sont les termes anglais employés sur les marchés financiers pour désigner le prix auquel les intervenants vendent ou achètent des actifs, comme l'échange de devises, actions, obligations, warrants, options, matières premières (pétrole, or, blé…) et bien d'autres produits/services échangés sur une place de marché (market place).

## Buy side & sell side
Les particuliers, les fonds d'investissement, les compagnies d'assurance et bien d'autres intervenants ont le point de vue de l'acheteur, le buy side, car ils investissent leurs fonds pour acheter des actifs.
À l'inverse, les émetteurs d'actifs, comme une banque animant des warrants ou une société augmentant son capital ou en émettant des obligations, ont le point de vue du vendeur, le sell side. Ainsi, le sell side peut émettre de la dette dans certaines conditions.

## Correspondance anglais-français
C'est la terminologie buy side (acheteur) qui est la plus souvent utilisée, avec le bid correspondant à la demande et l'ask  à l'offre.
En effet, du point de vue de l'acheteur, il demande des actifs, et le vendeur (émetteur) lui en offre.
| En français, du point de vue de l'acheteur | En anglais, le buy side           |
| ------------------------------------------ | --------------------------------- |
| demande (achat, acheter, acheteur)         | bid (purchase, buy, buyer)        |
| offre (vente, vendre, vendeur)             | ask ou offer (sale, sell, seller) |

Attention, du point de vue du vendeur (sell side), les termes peuvent s'inverser : le vendeur demande des prix, et pour lui, les acheteurs offrent des prix.
Les logiciels sell side n'utilisent pas forcément la terminologie buy side.

## Prix
Le bid est moins élevé que le ask. Du côté vendeur (sell side), le bid correspond au prix d'achat et le ask au prix de vente. Du côté acheteur (buy side), par exemple un investisseur souhaitant acheter des actions d'une entreprise, le bid correspond donc au prix de vente et le ask au prix d'achat.
Par exemple, pour changer des euros en dollars US, un bureau de change affiche deux prix : celui auquel il est prêt à acheter des euros (le bid du bureau de change) et celui auquel il désire vendre des euros (l'ask du bureau).

## Spread
L'écart entre ces deux prix est communément appelé le spread, le bid-ask spread ou la fourchette de prix ou encore l'écart de cotation d'après legifrance.gouv.fr.

## Liquidité
En général, plus le spread est petit, meilleure est la liquidité du marché. La qualité d'un spread correspond à sa petitesse. La liquidité représente la capacité à acheter ou à vendre rapidement sans trop décaler les prix bid et ask.

## Maker & Taker
L'intervenant qui ajoute son ordre en bourse, à l'achat ou à la vente, crée de la liquidité, c'est le maker.
À l'inverse, l'intervenant qui achète ou vend un ordre présent au carnet, supprime cette liquidité, c'est le taker.

## Market maker
Le market maker est l'animateur de marché (ou teneur de marché) qui, en général, est présent en continu à la fois du côté bid et du côté ask. Cela garantit la liquidité du marché, et permet au taker de pouvoir toujours acheter ou vendre.
L'animateur de marché se rémunère en empochant le spread entre ses positions bid et ask.
En l'absence de bid ou ask (en l'absence de liquidité), un intervenant ne peut pas acheter ou vendre immédiatement, et doit attendre qu'un autre intervenant place un ordre en sens opposé.

## Carnet d'ordres

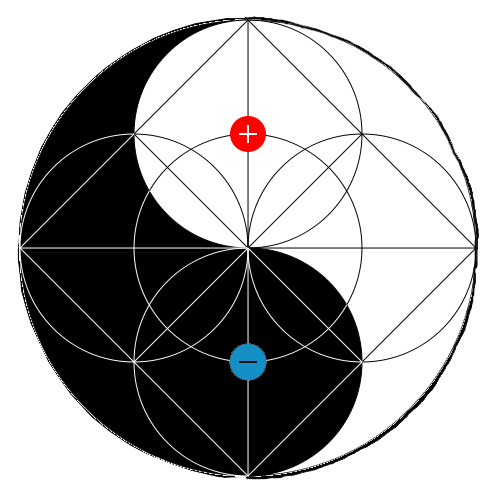
En extrême orient, la symbolique du yin et yang a donné ses couleurs aux bid et ask, représentés en rouge et vert de nos jours, à l'inverse des couleurs utilisées en occident.

Les ordres en bourse sont inscrits dans le carnet d'ordres (order book), avec d'un côté, les ordres à l'achat, et de l'autre, les ordres à la vente.
Avec le point de vue de l'opérateur de bourse (sell-side), les ordres à l'achat correspondent à l'anglais bid et les ordres à la vente à ask. Quand les ordres bid (achat) sont plus importants, une partie des acheteurs accepte des prix plus élevés, ce qui a tendance à augmenter le cours de bourse (la cotation). Au contraire, quand ce sont les ordres ask (vente) qui sont les plus volumineux, une partie des vendeurs a tendance à vendre moins cher, ce qui diminue le cours. Ainsi, selon le déséquilibre entre les ordres bid et ask, des intervenants essayent de prédire (spéculer) l'évolution future des cours.
Dans les pays occidentaux, le bid est généralement représenté en vert, car plus il est volumineux, plus le prix a tendance à augmenter (symbolique de la couleur verte = feux vert = démarrer, augmentation). Et le ask est représenté avec la couleur rouge qui symbolise la diminution du cours de bourse (feux rouge = ralentir, diminution).
Par contre, d'autres pays utilisent d'autres couleurs. Par exemple, au Japon, en Corée du Sud et en Chine, ce sont les couleurs opposées qui symbolisent l'augmentation et la diminution : le bid est généralement représenté en rouge (ou en blanc), et l' ask en vert (ou en noir). Dans la symbolique du yin et yang, le yin (noir) symbolise la diminution, et le yang (blanc) symbolise l'augmentation. Les couleurs noir et blanc du yin et yang ont commencé à être utilisées pour représenter les chandeliers japonais au XVIIe siècle, puis ont évolué vers les couleurs vert et rouge, d'où leur utilisation inverse pour représenter le bid et l' ask par rapport aux pays occidentaux.
Par ailleurs, des logiciels proposent des palettes de couleurs alternatives pour permettre leur distinction par des daltoniens.

## Exécution
Quand deux ordres de sens opposés (bid et ask) ont des prix qui correspondent, ceux-ci sont exécutés (partiellement ou en totalité). L'exécution des deux ordres engendre la transaction, le  trade (prix et quantité échangés), qui correspond au cours de bourse, la cote de l'actif, ou encore la cotation.